# 2007年1月體育
| 2007年體育： | ← \| 1月 \| 2月 \| 3月 \| 4月 \| 5月 \| 6月 \| 7月 \| 8月 \| 9月 \| 10月 \| 11月 \| 12月 \| → |
|              |                                                                                               |

## 1月11日
- 前英格蘭國家足球隊隊長及皇家馬德里中場球星碧咸，正式宣佈拒絕與皇馬續約，並於季後遠赴美國職業足球大聯盟簽約洛杉磯銀河五年，周薪高達五十萬英鎊，成為全球最高薪的足球員。雅虎香港